# Ностра-Синьора-дель-Сакро-Куоре-ин-Чирко-Агонале (титулярная диакония)
Ностра-Синьора-дель-Сакро-Куоре-ин-Чирко-Агонале (лат. Titulus Dominae Nostrae a Sacro Corde in Circo Agonali) — титулярная церковь была создана Папой Павлом VI 5 февраля 1965 года апостольской конституцией Sollicitudo omnium Ecclesiarum. Титулярная диакония принадлежит базилике Ностра-Синьора-дель-Сакро-Куоре-ин-Чирко-Агонале, расположенной в районе Рима Парионе, на пьяцца Навона.

## Список кардиналов-дьяконов и кардиналов-священников титулярной диаконии Ностра-Синьора-дель-Сакро-Куоре-ин-Чирко-Агонале
- Чезаре Дзерба — титулярная диакония pro illa vice (25 февраля 1965 — 11 июля 1973, до смерти);
  - вакансия (1973 — 1977);
- Марио Чаппи, O.P. — (27 июня 1977 — 22 июня 1987, назначен кардиналом-священником Сакро-Куоре-ди-Джезу-агонидзанте-а-Витиния);
  - вакансия (1987 — 2001);
- Жозе Сарайва Мартинш, C.M.F. — (21 февраля 2001 — 24 февраля 2009, назначен кардиналом-епископом Палестрины);
- Курт Кох — (20 ноября 2010 — 3 мая 2021), титулярная диакония pro hac vice (3 мая 2021 — по настоящее время).